# Sergio Renán

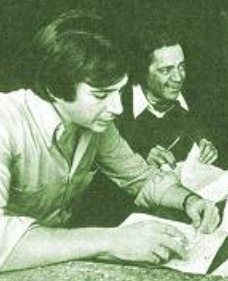
Sergio Renán

Sergio Renán, eigentlich Samuel Kohan, (* 30. Januar 1933 in Paraná (Entre Ríos); † 13. Juni 2015 in Buenos Aires) war ein argentinischer Schauspieler, Filmemacher und Opernregisseur.

## Leben
Renán kam unter dem Namen Samuel Kohan in Paraná zur Welt. Sein Vater Alejandro Kohan war im Jugendalter aus Russland nach Argentinien gekommen; wie seine spätere Frau Ana war auch er zunächst als Lehrer tätig gewesen. Die jüdische Familie, zu der auch Kohans ältere Schwester (* 1925) gehörte, zog nach Once in Buenos Aires, wo die Eltern ein Kurzwarengeschäft führten. Im Alter von 13 Jahren begann Kohan, Geigenspiel bei Jacobo Ficher zu lernen, und trat mehrfach im Teatro Colón auf. Er war zudem Mitglied im Orchester der Sociedad Hebraica.
Im Alter von 18 Jahren zog Kohan von zuhause aus, heiratete und wurde Vater von Nora Kohan, die später als Kostümbildnerin und Malerin tätig war. Die Ehe zerbrach nach rund zwei Jahren. Nach einer Nebenrolle im Film Pasó en mi barrio von Mario Soffici im Jahr 1951 spielte er Theater und war zudem in Nebenrollen im Kino zu sehen. Seit seiner Zeit als Schauspieler nannte Kohan sich Sergio Renán, wobei der Nachname auf Ernest Renan zurückgeht. Renán war 1970 erstmals als Theaterregisseur aktiv und inszenierte das Stück Die Zofen von Jean Genet, das ein Erfolg wurde. Er übernahm zudem zunehmend Hauptrollen beim argentinischen Film, unter anderem in Leopoldo Torre Nilssons Los siete locos im Jahr 1973. Nilsson brachte Renán schließlich dazu, auch als Filmregisseur tätig zu werden.
Mit Aída Bortnik schrieb Renán das Drehbuch zum Film Der Waffenstillstand, das auf einem Roman von Mario Benedetti beruht. Das Melodram um eine tragische Liebe zwischen einem verwitweten Bürovorsteher und einer jungen Angestellten wurde 1974 Renáns Langfilmregiedebüt und erhielt 1975 als erster argentinischer Film eine Oscarnominierung in der Kategorie Bester fremdsprachiger Film. Auch bei seinem zweiten Film als Regisseur, Crecer de golpe (1977), verfilmte Renán einen Roman, diesmal von Haroldo Conti. Weitere Regiearbeiten folgten, darunter mit La fiesta de todos ein propagandistischer Dokumentarspielfilm über die Fußball-Weltmeisterschaft 1978 in Argentinien, die Argentinien zudem gewonnen hatte.
In den 1980er-Jahren wurde es ruhiger um Renán, der sich zunehmend dem Fernsehen und dem Theater zuwandte. Vor allem arbeitete er für die Oper Teatro Colón, deren musikalischer Leiter er von 1989 bis 1996 sowie im Jahr 2000 war. In seiner Zeit an der Oper versuchte er „vorsichtig mit modernem Musiktheater den angestaubten Spielplan zu verjüngen“ und brachte unter anderem Die abwesende Stadt von Gerardo Gandini zur Aufführung. Mit Lady Macbeth von Mzensk, das 2000 im Teatro Real de Madrid uraufgeführt wurde, gab Renán im selben Jahr auch ein Gastspiel im Prinzregententheater in München, wobei als Dirigent Mstislaw Rostropowitsch fungierte. Seine letzten Filme als Regisseur wurden 2002 La soledad era esto und 2007 Tres de corazones nach einer Vorlage von Juan José Saer, die beide von der Kritik eher schlecht aufgenommen wurden, was Renán nach eigener Aussage verletzte („Las críticas me lastimaron muchísimo“).
Renáns späte Lebensjahre waren auch von Krankheiten gezeichnet. Im Jahr 1997 lag er infolge akuter Pankreatitis für mehrere Wochen im Koma. Während der Dreharbeiten zu Tres de corazones wurde bei Renán Kehlkopfkrebs diagnostiziert; im Jahr 2014 mussten ihm die Stimmbänder entfernt werden. Er verstarb 2015 an den Folgen einer Infektion.

## Filmografie (Auswahl)

### Als Regisseur
- 1974: Der Waffenstillstand (La tregua)
- 1977: Crecer de golpe
- 1980: Réquiem para un amigo
- 1981: Sentimental (requiem para un amigo)
- 1984: Gracias por el fuego
- 1985: Tacos altos
- 1997: El sueño de los héroes
- 2002: La soledad era esto
- 2007: Tres de corazones

### Als Schauspieler (Auswahl)
- 1951: Pasó en mi barrio
- 1957: Violencia en la ciudad
- 1962: La cifra impar
- 1964: Los evadidos
- 1964: Circe
- 1965: El perseguidor
- 1965: Los hipócritas
- 1965: Orden de matar
- 1966: Castigo al traidor
- 1968: Asalto a la ciudad
- 1968: Humo de Marihuana
- 1968: Martín Fierro
- 1968: Somos los mejores
- 1971: Y qué patatín y qué patatán
- 1972: Juan Manuel de Rosas
- 1972: Heroína
- 1973: Los siete locos
- 1974: Der Waffenstillstand (La tregua)
- 1977: Crecer de golpe
- 1979: El poder de las tinieblas
- 1981: Sentimental (requiem para un amigo)
- 1983: Los enemigos
- 1987: Debajo del mundo
- 1995: Der Zensor (El censor)

## Auszeichnungen
- 1981: Nominierung Goldener Preis, Internationales Filmfestival Moskau, für Sentimental (requiem para un amigo)
- 1981: Ehrendiplom des Premio Konex als Filmregisseur
- 1998: Nominierung Cóndor de Plata, Bestes adaptiertes Drehbuch, für El sueño de los héroes
- 2005: Nominierung Cóndor de Plata, Bestes adaptiertes Drehbuch, für La soledad era esto
- 2011: Ehrenbürgerschaft von Buenos Aires
- 2014: Preis für das Lebenswerk, Cóndor de Plata, der Asociación de Cronistas Cinematográficos de la Argentina